# Hilmar Lunn
Villars Hilmar Lunn (5. marts 1855 i Aabenraa – 25. august 1931 i Luzern) var en dansk højesteretsdommer.
Han var søn af justitsråd og herredsfoged Peter Lunn, blev 1872 student fra Aarhus Latinskole og 1877 cand.jur. Lunn blev 1879 fuldmægtig ved Hasle m.fl. herreder, 1886 auditør i Hærens og Flådens fælles auditørkorps, samme år ansat ved 8. Regiment, 3. Dragonregiment og 3. Artilleriafdeling, 1890 forsat til Københavns Garnisonsjurisdiktion og artilleriet, kom 1891 uden for nummer og fik 1893 afsked. Lunn blev 1892 konstitueret assessor i Københavns Kriminal- og Politiret, 1893 kongeligt udnævnt, 1907 assessor i Landsover- samt Hof- og Stadsretten, 1912 assessor i Højesteret (fra 1919 med titel af dommer), hvorfra han fik afsked 1929. 
Hilmar Lunn var 1905-08 formand for Frederiksberg Værgeråd, blev 1908 udfyldningsmand for de borgerlige medlemmer af Overkrigsretten, 1912 medlem af Overkrigsretten (indtil 1919), 1919 af Retsplejeudvalget (indtil 1928), 1925 af Overfredningsnævnet (indtil 1929). Han var medlem af Frederiksberg Fattigkommission og formand for bestyrelsen for Frederiksberg Fødehjem. Lunn blev 5. august 1905 Ridder af Dannebrogordenen, 23. maj 1913 Dannebrogsmand, 28. juni 1920 Kommandør af 2. grad og 22. december 1924 Kommandør af 1. grad af Dannebrog.
Han blev gift 28. december 1888 i Sankt Mikkels Kirke med Ida Louise Pouline Bech (24. august 1866 i Slagelse - 31. august 1942 i Ordrup), datter af Frederik Christian Bech.
Han er begravet på Frederiksberg Ældre Kirkegård.